# 塚本素山
塚本 素山（つかもと そざん、1907年（明治40年）9月1日 - 1982年（昭和57年）4月4日）は、日本の陸軍軍人、実業家。千葉県出身。陸軍士官学校卒業。本名は、塚本清。

## 経歴
1907年（明治40年）9月1日、千葉県に生まれる。
旧制千葉県立佐倉中学校を卒業する。1935年（昭和10年）、陸軍士官学校（少尉候補者第19期）を卒業する。
1945年（昭和20年）8月、陸軍大将の田中静壱の専属副官を務める中、宮城事件の鎮圧に同行、終戦となる。敗戦直後から辰巳栄一と親交をもった。そして1949年頃に米軍の情報関係者の仲介で児玉誉士夫と知り合った。
1956年（昭和31年）、日鉄中央機械、日新興業、日新実業が合併した塚本総業を設立し、代表取締役に就任する。塚本不動産社長、八盛興業社長、日新興業会長、大和通運会長を務め、日本カーフェリー（現・マリンエキスプレス）取締役、ニューナラヤ（のち、千葉三越。2017年3月閉店）取締役などを兼任する。
1961年（昭和36年）、創価学会に顧問制度が創設され、日蓮正宗法華講連合会会長（当時、初代委員長）の平沢益吉、三菱銀行員の戸田喬久の2人と共に創価学会顧問（初代）に就任する。
埼玉県熊谷市の法潤寺の建立を発願し、1963年（昭和38年）に、法潤寺が建立された。また、同年に大和製鋼（現・大阪製鐵）の代表取締役に就任した。
1965年（昭和40年）から塚本素山ビル4Fの日本刀美術館（現・佐倉市の塚本美術館）館長を務める。
1969年（昭和44年）8月、藤原弘達の『創価学会を斬る』が出版されそうになると、小佐野賢治や田中角栄に、8000万円で出版を止めさせる交渉をさせた。これが世論で問題にされて以来、創価学会の活動は鈍くなった。
埼玉県朝霞市の日成寺の建立を発願し、1978年（昭和53年）に、日成寺は建立された。
千葉県長生郡一宮町の法清寺の土地を寄進し、死後1984年（昭和59年）に、法清寺は建立された。

## 人物
- 戦前からの日蓮正宗の法華講員である。
- 戦後、政財界の顔役として活躍する。

## 役職歴
- 塚本総業代表取締役
- 創価学会初代顧問
- 日本刀美術館館長

## 著書
- 『あゝ皇軍最後の日 : 陸軍大将田中静壱伝』日本出版協同、1953年12月25日。NDLJP:3008530。（本名の塚本清名義で執筆）

## 関連文献
- 上野和之・大野靖之編　『革命の大河-創価学会四十五年史』　聖教新聞社、1975年。
- 原島嵩　『創価学会』　世紀書店、1970年。
- 池田大作　『政治と宗教』　潮出版社、1969年。
- 池田大作　『人間革命』　聖教新聞社。
- 小林正巳　『池田大作』　旺文社。
- 央忠邦　『池田大作論』　大光社、1969年。
- 蓮悟空　『変質した創価学会-現創価学会大幹部の告発』　六芸書房、1972年。
- 松本勝彌　『訴訟された創価学会』　現代ブレーン社、1973年。
- 浅野秀満　『あすの創価学会』　経済往来社、1970年。
- 浅野秀満　『私の見た創価学会-池田大作と人間運動』　経済往来社、1974年。
- 下山正行　『これでも池田大作を信ずるか』　暮しのガイド社。
- 植村左内　『これが創価学会だ-元学会幹部43人の告白』　しなの出版、1967年。
- 藤原弘達　『創価学会を斬る』　日新報道、1964年。
- 福島泰照　『創価学会・公明党の解明』　太陽出版、1970年。
- 塚本総業株式会社　『塚本総業株式会社二十五年史』　塚本総業、1982年。
- 飯伏義盛　『松花堂主人の横顔＝塚本素山氏』　MUSEUMちば−千葉県博物館協会機関誌3。
- 野田峯雄　『池田大作 金脈の研究』　三一書房、1997年。 ISBN 978-4380972119